# José Itamar de Freitas
José-Itamar de Freitas (Miracema, 4 de agosto de 1934 — Rio de Janeiro,  1 de julho de  2020) foi um jornalista brasileiro.

## Carreira
Começou na Fatos & Fotos, da Bloch Editores, onde ganhou o Prêmio Esso de 1965. Em 1973, já na Rede Globo, começou a dirigir o programa Fantástico, no qual ficou até 1991. Também colaborou para o Jornal Nacional.

## Morte
Morreu aos 85 anos, em 1 de julho de 2020, por complicações da COVID-19.